# 1777 Gehrels
1777 Gehrels је астероид главног астероидног појаса чија средња удаљеност од Сунца износи 2,625 астрономских јединица (АЈ).
Апсолутна магнитуда астероида је 11,1.